# Kloster Saint-Jean-des-Vignes

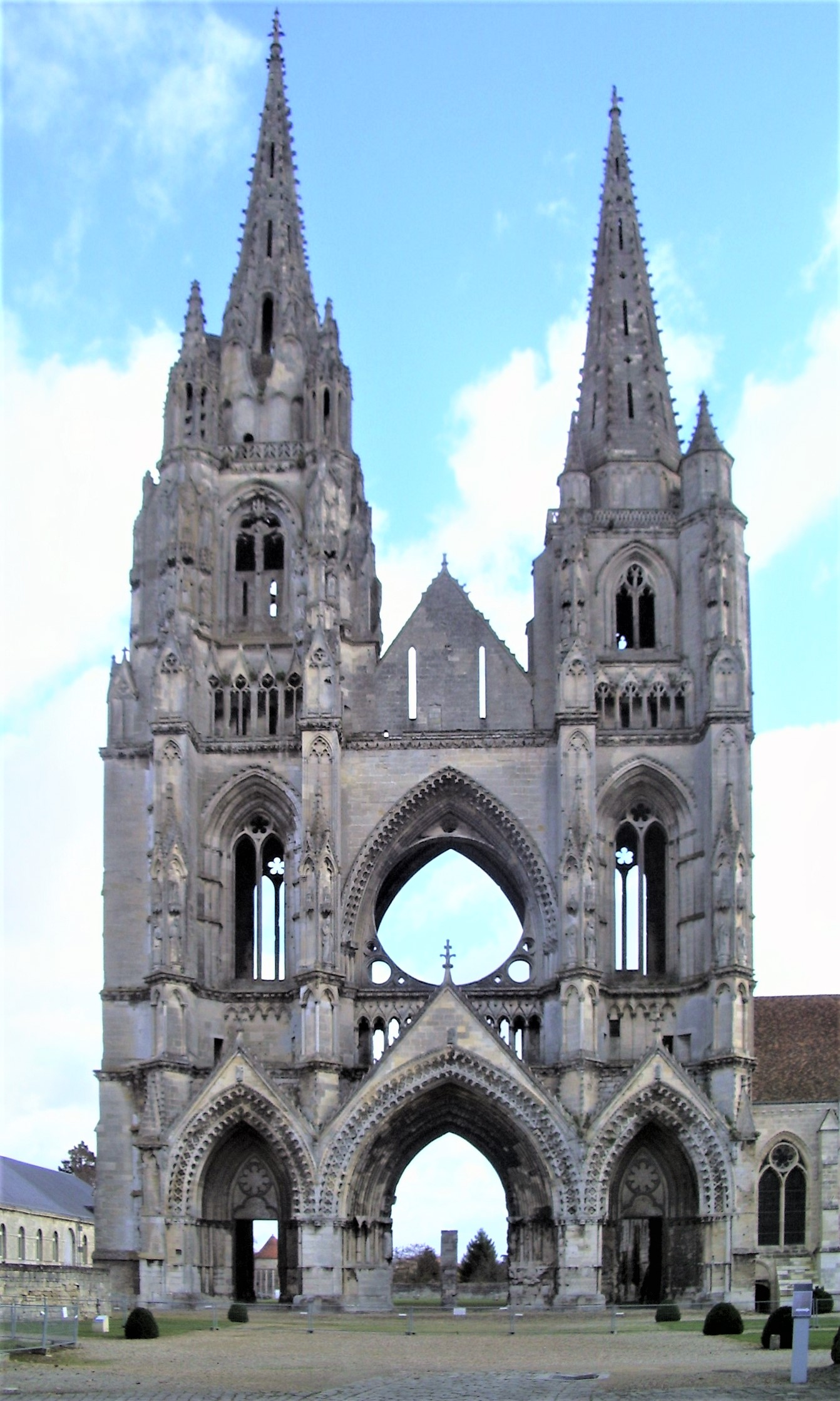
Saint-Jean-des-Vignes in Soissons

Saint-Jean-des-Vignes ist ein ehemaliges Kloster in der französischen Stadt Soissons im Département Aisne. Die Anlage ist seit 1875 als Monument historique klassifiziert.

## Geschichte
Das Kloster wurde durch Hugues le Blanc für Regularkanoniker gegründet, die nach der Regel des Heiligen Augustinus lebten. 1076 erfolgte eine Bestätigung der Gründung durch Philipp I. Vom 13. bis 16. Jahrhundert wurde die ursprünglich romanische Architektur des Klosters durch gotische Neubauten ersetzt, 1359 erfolgte eine Befestigung des Klosters während des Hundertjährigen Krieges.
Im Zuge der Französischen Revolution kam es zur Auflösung des Klosters und zur Umnutzung des Klostergeländes in eine Kaserne. Zudem wurden die Gebäude als Steinbruch genutzt. Durch eine Explosion des Munitionslagers wurde die Klosterkirche zerstört.
Heute sind von der Klosteranlage noch die Zweiturmfassade der ehemaligen Klosterkirche, Teile des Kreuzgangs und das Refektorium erhalten. Das Gelände beherbergt wechselnde Ausstellungen des städtischen Museums sowie ein archäologisches Zentrum.

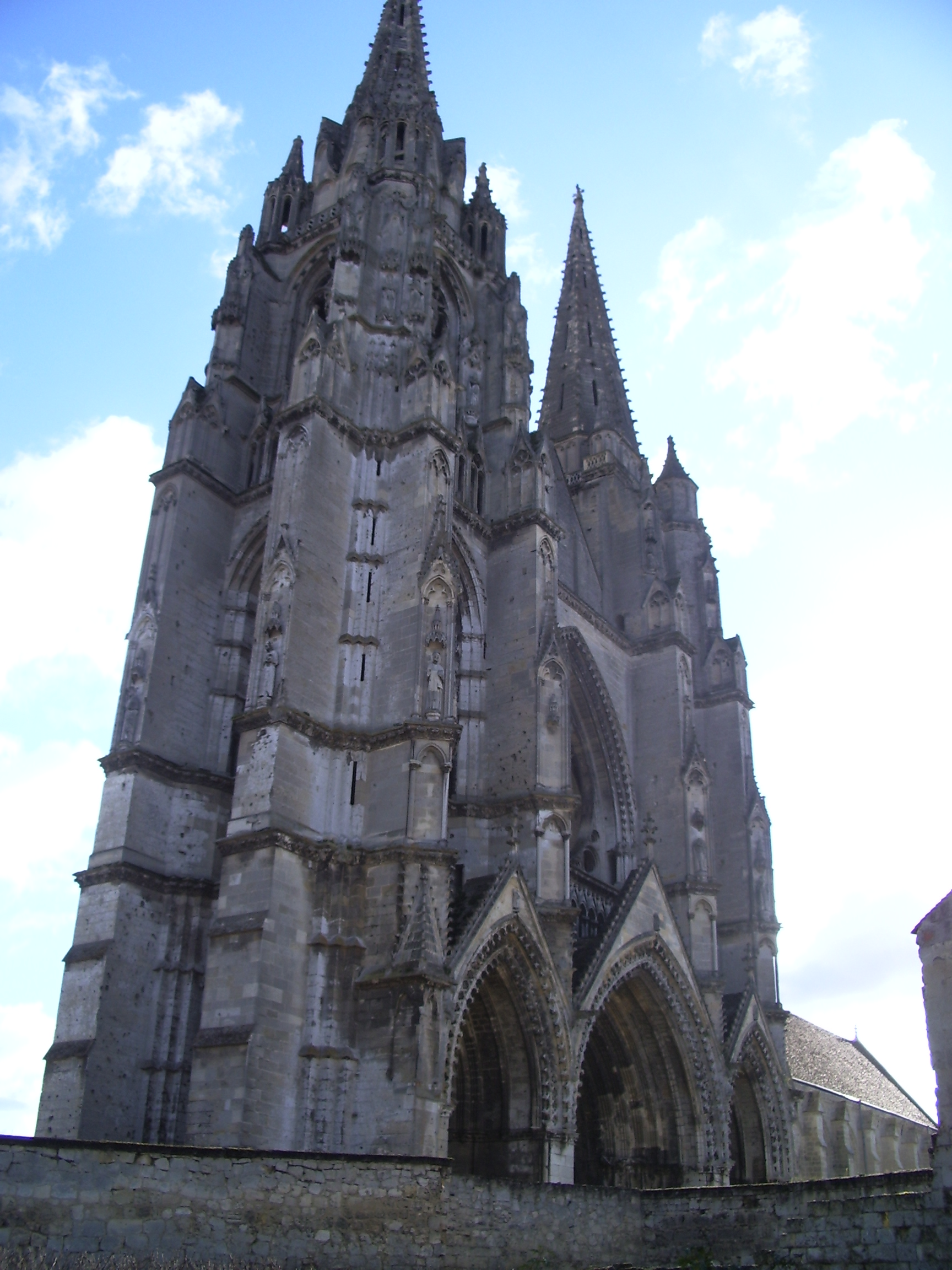
Ruine der Zweiturmfassade
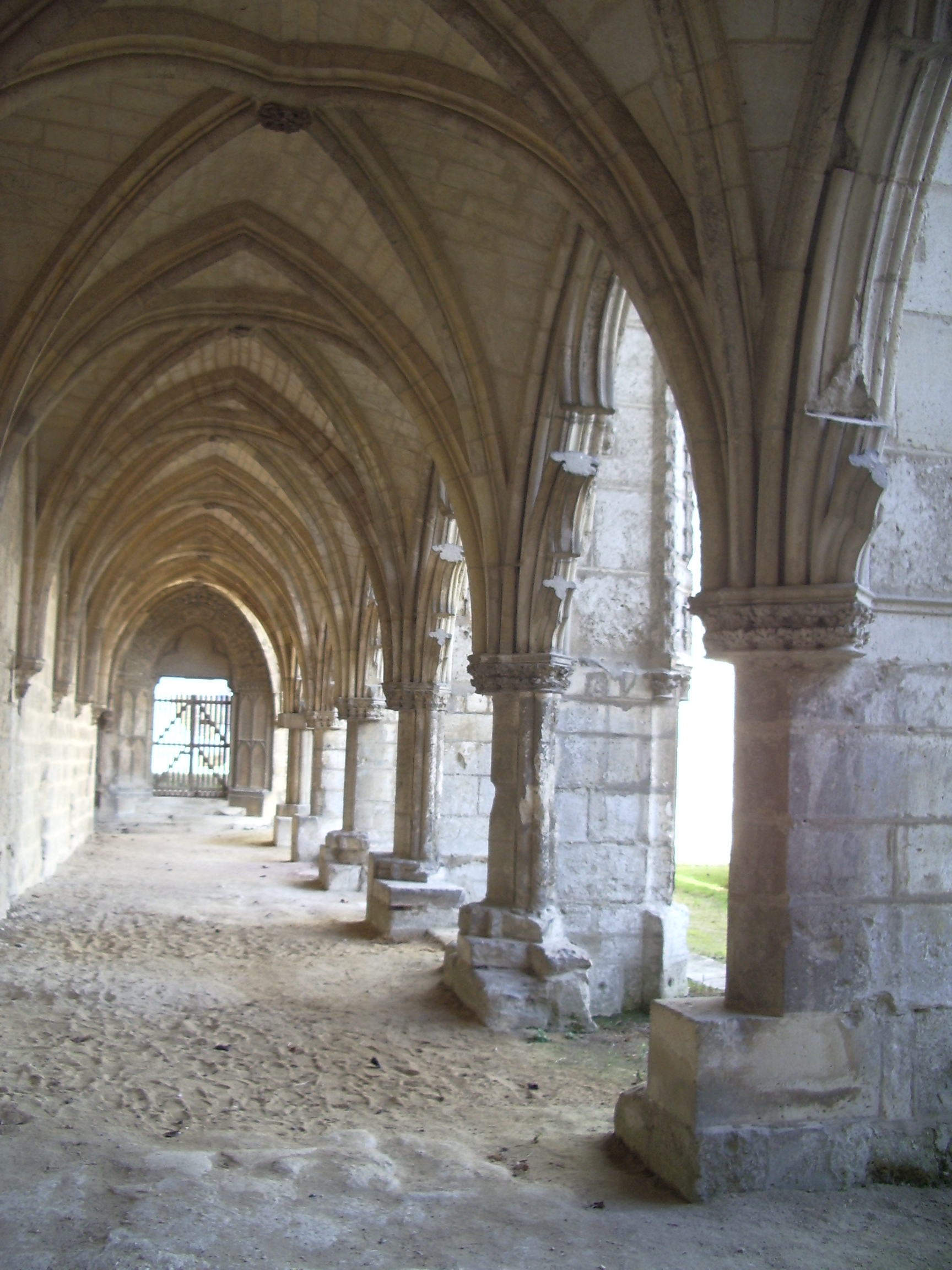
Kreuzgang
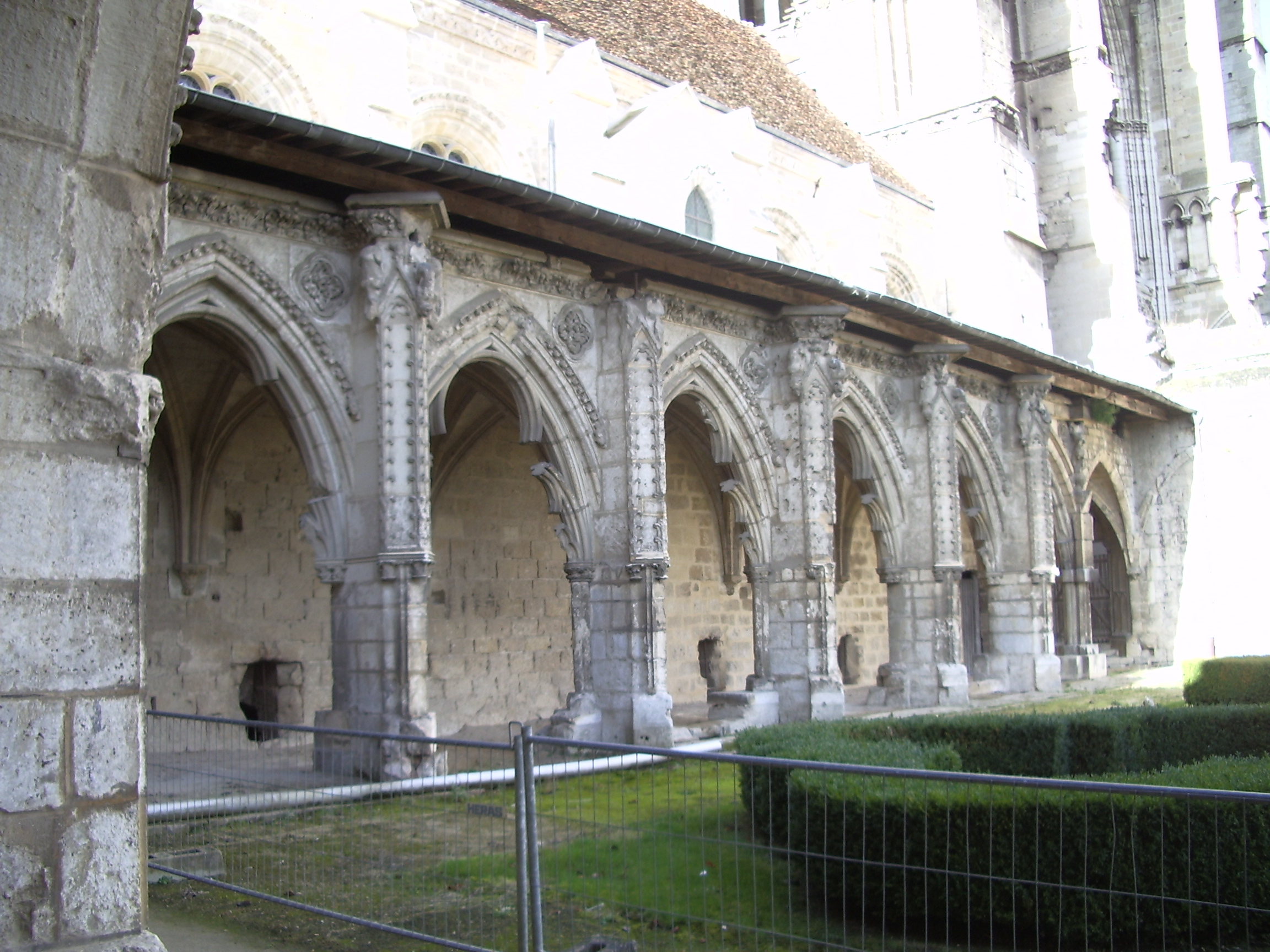
Kreuzgang